# Feldgeschworene
Feldgeschworene wirken in Bayern, Rheinland-Pfalz und bis Ende 2014 auch in Thüringen bei der Kennzeichnung von Grundstücksgrenzen und Flurstücken mit. Sie setzen Grenzsteine höher oder tiefer, entfernen Vermessungspunkte oder ersetzen beschädigte Vermessungspunkte. Als Hüter der Grenzen, Mittler bei Grenzstreitigkeiten und Abmarkungen in Gemeindegebieten arbeiten sie eng mit Vermessungsbeamten zusammen.
Es gibt eine Vielzahl von alternativen Bezeichnungen mit teilweise nur regionaler Verwendung. Die bekanntesten sind Siebener oder Siebner (deren Tätigkeit, die Siebnerei, durch Steinsetzerordnungen bzw. Siebnereiordnungen geregelt war), Landscheider Untergänger und Steinsetzer.
Seit dem 12. oder 13. Jahrhundert gibt es Feldgeschworene. Das Amt des Feldgeschworenen ist eines der ältesten noch erhaltenen Ämter der kommunalen Selbstverwaltung.
In Bayern gibt es etwa 25.000 Feldgeschworene, davon 15.000 in Franken (Stand 2016). In Rheinland-Pfalz ist das Tätigwerden von Feldgeschworenen hingegen in der heutigen Zeit selten.

## Aufgaben
Aufgabe der Feldgeschworenen ist das aktive Kontrollieren und Abgehen der Gemeindegrenze durch die Bürger, die sogenannte Grenzbegehung, d. h. eine Tätigkeit, um eine (Gemeinde-)Grenze zu kontrollieren, freizuhalten oder die Kenntnis über den Verlauf von Grenzen zu vermitteln. Sie wirken durch Kennzeichnung von Grundstücksgrenzen und Flurstücken mit, die Besitzverhältnisse und verwaltungsmäßige Zuständigkeit des Territoriums zu dokumentieren. Feldgeschworene wachen über die Grenzen.
Die Feldgeschworenen sind zur gewissenhaften und unparteiischen Tätigkeit sowie zur Verschwiegenheit und Bewahrung des Siebenergeheimnisses durch Eidesform auf Lebenszeit verpflichtet.

### Zusammenarbeit mit den Vermessungsbehörden
Die Abmarkung wird grundsätzlich von den staatlichen Vermessungsbehörden vollzogen. Die Feldgeschworenen wirken hierbei mit. Durch gemeindliche Satzung kann bestimmt werden, dass bei den behördlichen Vermessungen das Setzen und Entfernen von Grenzsteinen den Feldgeschworenen vorbehalten ist. Die Feldgeschworenen können dabei ihr geheimes Zeichen (Siebenergeheimnis) einbringen. Das für die Abmarkung zuständige Vermessungsamt wird dadurch nicht von der Verantwortung für den richtigen und sachgemäßen Steinsatz befreit.

### Grenzbegehung
Auf Anordnung des ersten Bürgermeisters nehmen die Feldgeschworenen Grenzbegehungen vor. Stellen sie dabei Mängel an Grenzzeichen fest, teilen sie dies den Grundstückseigentümern mit. Über Mängel an Gemeindegrenzzeichen wird der Erste Bürgermeister informiert.

### Organisation
Der Obmann der Feldgeschworenen nimmt Anzeigen über den Verlust oder die Beschädigung von Grenzzeichen entgegen und teilt die Feldgeschworenen zur Dienstleistung ein. Er ist über die jeweilige Gemeinde erreichbar.

### Selbstverantwortliche Tätigkeit
Feldgeschworene dürfen vormals gesetzte Grenzzeichen suchen und aufdecken, wenn ein Grundstückseigentümer dies beantragt. Ferner dürfen Feldgeschworene innerhalb eines engen gesetzlichen Rahmens Abmarkungshandlungen in eigener Zuständigkeit und Verantwortlichkeit vornehmen. Anträge auf Abmarkung durch Feldgeschworene können an die jeweilige Gemeinde oder an den zuständigen Obmann der Feldgeschworenen gerichtet werden. Der Obmann prüft, ob es sich um eine Aufgabe im Zuständigkeitsbereich der Feldgeschworenen handelt, oder ob ein Antrag auf Vermessung beim zuständigen Vermessungsamt zu stellen ist. Über die Abmarkung, die einen Verwaltungsakt darstellt, fertigen die Feldgeschworenen ein Protokoll. Dieses wird dem zuständigen Amt für Digitalisierung, Breitband und Vermessung zur Aufbewahrung zugesandt.

### Setzen von Siebenerzeichen
Die Feldgeschworenen kennzeichnen die Lage der Grenzpunkte mit geheimen Zeichen. Diese werden auch Unterlagen, Beleg, Zeugen oder Geheimnis genannt. Die Siebenerzeichen oder Marksteinzeugen sind meist besonders geformte und beschriftete Zeichen aus dauerhaftem Material, wie z. B. gebranntem Ton, Glas, Porzellan oder Metall. Sie werden im Bereich des Grenzsteins in einer bestimmten, nur den Feldgeschworenen bekannten Anordnung ausgelegt. Die Art dieser Anordnung bezeichnet man als „Siebenergeheimnis“. An Form und Lage der Zeichen erkennen die Feldgeschworenen, ob der Stein verändert wurde.

### Kommunales Ehrenamt

#### Grundsätzliche Anforderungen
Feldgeschworene arbeiten ausschließlich im lokalen Umfeld und sollten über eine gute Kenntnis der örtlichen bzw. gemeindlichen Flächen und Fluren verfügen. Da Feldgeschworene durch Grenzsteinsetzung de facto beurkunden (aber nicht de jure), werden sie auf Lebenszeit vereidet und zur Geheimhaltung verpflichtet. In das Amt der Feldgeschworenen wird man für ein Leben lang berufen.

#### Bestellung der Feldgeschworenen
Die Gemeinde legt die Zahl der Feldgeschworenen – in der Regel zwischen vier und sieben – sowie deren örtliche Gliederung und Zuständigkeit fest. Der Gemeinderat bestellt die Feldgeschworenen für ein Gebiet erstmals durch Wahl. Nach dem Ausscheiden einzelner Feldgeschworener können die verbleibenden selbst neue Feldgeschworene wählen.

#### Aufwandsentschädigung
Als Ausübende eines Ehrenamtes steht ihnen eine Aufwandsentschädigung nach Maßgabe einer Gebührenordnung zu. Diese wird vom Kreistag bzw. Stadtrat erlassen. Die Gebühren werden auf Antrag der Feldgeschworenen von der Gemeinde, in gemeindefreien Gebieten von der Kreisverwaltungsbehörde eingezogen.

#### Zuständigkeitsbereich
Da die Feldgeschworenen von der Gemeinde bestellt werden, kann ihr Zuständigkeitsbereich maximal das Gemeindegebiet umfassen. Eine Unterteilung nach Ortsteilen oder Gemarkungen ist möglich. Für gemeindefreie Gebiete, auch ausmärkische Gebiete genannt, werden die Feldgeschworenen von der zuständigen Kreisverwaltungsbehörde bestellt.

#### Aufsicht und Obmann
Die Fachaufsicht über die Feldgeschworenen haben die staatlichen Vermessungsbehörden. Die Rechtsaufsicht über die Feldgeschworenen liegt bei kreisangehörigen Kommunen beim Landratsamt, bei kreisfreien Kommunen bei der jeweiligen Bezirksregierung. Die Feldgeschworenen wählen einen Obmann und dessen Stellvertreter aus ihrer Mitte. Der Obmann ist Ansprechpartner innerhalb seines Zuständigkeitsbereichs und über die jeweilige Kommune erreichbar.

#### Ehrungen und Auszeichnungen
Für das Ehrenamt werden in Anerkenntnis der Tätigkeit Ehrungen ausgesprochen und verliehen. In Bayern werden Ehrenurkunden für eine 25-, 40-, 50-, 60- oder 70-jährige Amtszeit ausgehändigt.

#### Gemeinschaft
Die Gemeinschaft der Feldgeschworenen wird durch jährliche Grenzumgänge, Jahrestage, regelmäßige Versammlungen, Fortbildungen und gemeinsame Ausflüge gefestigt. Neue Feldgeschworene werden von älteren Amtskollegen demokratisch gewählt. Spezielle Handwerkstechniken und Besonderheiten der Tradition werden durch aktives Tun und mündliche Überlieferung von Generation zu Generation weitergegeben. Aufgrund der langen, historischen Tradition entwickelten sich Ähnlichkeiten zum historischen Freimaurertum des Kirchenbaus.

## Bezeichnungen

### Regionale Bezeichnungen
Der Schwerpunkt des Feldgeschworenenwesens liegt in Franken. Dementsprechend gibt es hier die meisten unterschiedlichen Bezeichnungen. Am häufigsten taucht der Ausdruck „Siebener“ (sprich: Siemer, Simmä, Siewener, Siebner) auf. In Oberfranken gibt es besonders viele Varianten. Hier gibt es neben dem „Feldgeschworenen“ noch den „Marker“ und den „Geometer“. Im Süden und im Westen Mittelfrankens findet man auch den „Steiner“ (sprich: Staaner, Stoaner) und im Westen Mittelfrankens sowie im Süden Unterfrankens den „Schieder“ sowie den „Schiederer“. Interessant ist, dass es hier viele Ausdrücke mit „Stein“ gibt, wie zum Beispiel „Grenzsteinsetzer“, „Marksteinsetzer“, „Rainsteinrucker“, „Rainsteinsetzer“, „Steiner“ und „Steinsetzer“. Vereinzelt werden die Feldgeschworenen im Fränkischen aber auch „Elfer“, „Flurer“, „Flurerer“, „Gemarker“, „Grenzer“, „Marker“, „Neuner“, „Vier-Richter“ oder „Vierer“ genannt.
Im Ober- und Niederbayerischen sowie in der Oberpfalz werden hauptsächlich die Begriffe „Feldgeschworener“ oder „Geschworener“ verwendet. In Oberbayern sagt man u. a. auch „Geometer“, „Schätzleute“, „Schätzmänner“ oder „Vermesser“, in Niederbayern „Schätzmann“ oder „Markmacher“ und in der Oberpfalz „Siebener“ oder „Marksteinsetzer“.
Im Schwäbischen gibt es u. a. die „Untergänger“, „Steinerer“ oder „Marker“, im Raum Nördlingen bezeichnet man die Gruppe der Feldgeschworenen als „Feldgericht“ und in Mittelschwaben spricht man vom „Umgang“, wenn die Tätigkeit eines Feldgeschworenen beschrieben wird.

### Frauen als Feldgeschworene
Es fällt auf, dass über die Jahrhunderte hinweg nur männliche Formen belegt sind. Das hat seinen Grund darin, dass lange Zeit nur Männer Feldgeschworene waren. So spiegelt es auch das Deutsche Wörterbuch von Jacob und Wilhelm Grimm: „feldgeschworner, m. als feldscheider, feldmesser in eid und pflicht genommener mann aus der gemeinde.“ (Online-Version vom 6. Februar 2019). Frauen dürfen das Amt einer Feldgeschworenen seit 1981 ausüben, seit diesem Zeitpunkt werden auch die weiblichen Formen verwendet und es gibt die „Feldgeschworene“, die „Siebenerin“ usw. Derzeit üben in Bayern ca. 50 Frauen das Ehrenamt aus.

## Gesetzliche Regelungen
Details zum Ehrenamt des Feldgeschworenen in Bayern sind geregelt im bayerischen Abmarkungsgesetz (AbmG) vom 6. August 1981, der bayerischen Feldgeschworenenverordnung (FO) vom 16. Oktober 1981, der bayerischen Feldgeschworenenbekanntmachung zum Vollzug vom 12. Oktober 1981. 
Entsprechende Regelungen für Rheinland-Pfalz finden sich in der dortigen LGVermDVO (§§ 21 und 22) vom 30. April 2001 nebst ausführlicher Erläuterungen in der Begründung zur LGVermDVO.

## Geschichte

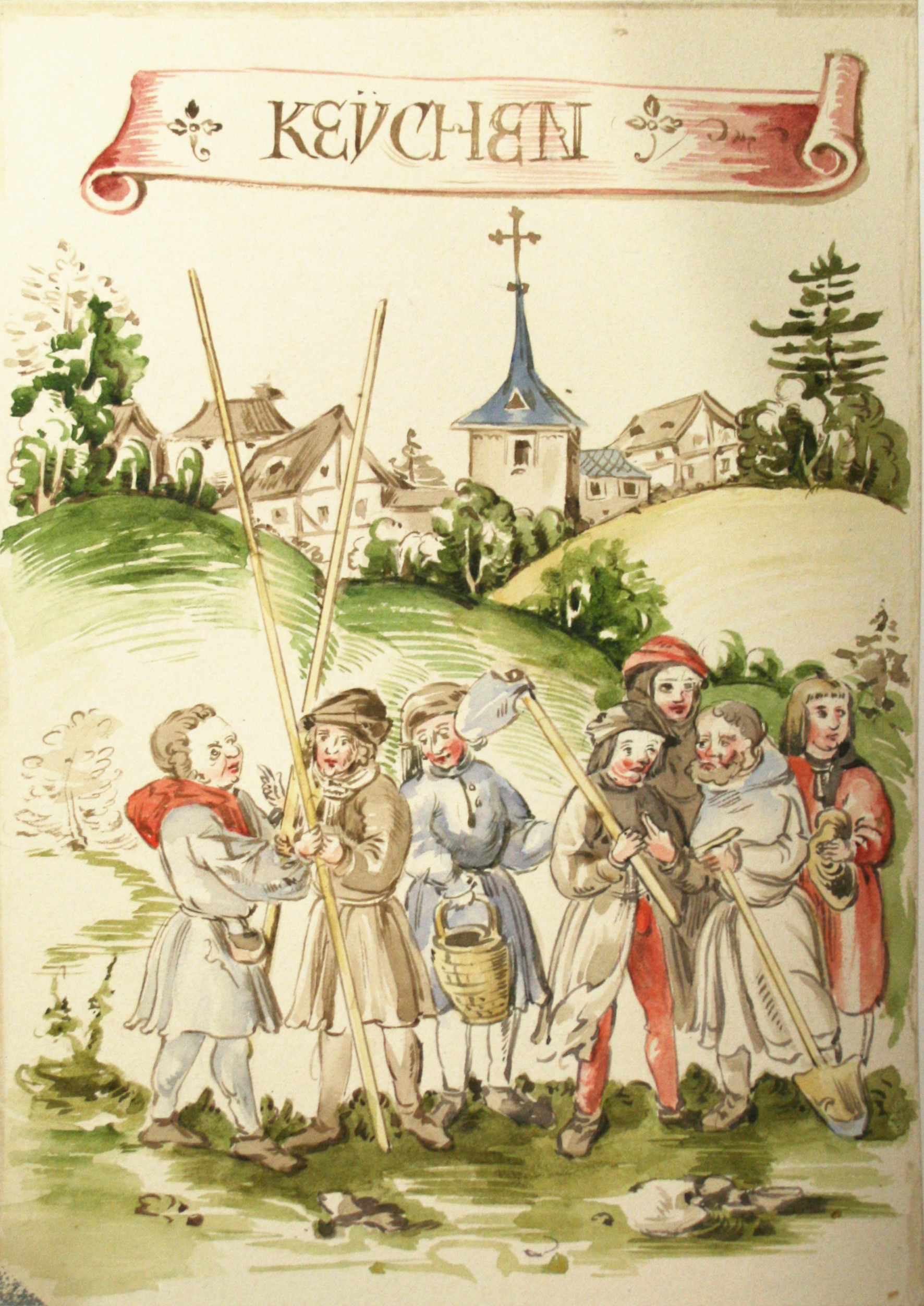
Sieben Landscheider mit ihrem Werkzeug bei der Grenzbereinigung – Illustration aus dem Naumburger Salbuch (um 1514)

### Franken
Das Ehrenamt ist im 13. Jahrhundert in Franken entstanden, wo durch die klein-strukturierten Grundstücksparzellen besonders viele Grenzverläufe zu dokumentieren waren. Die Territorialherren erkannten, dass Ansprechpartner vor Ort nötig waren, die sich mit den lokalen gemeindlichen Gegebenheiten auskannten und die die Grenzbeaufsichtigung gewährleisteten. Weil ursprünglich eine Gruppe von meist sieben Personen zur Regelung und Bestimmung von Grundstücksgrenzen eingerichtet wurde, bürgerte sich der Begriff Siebener ein. Heute wird eine Mindestzahl von vier Personen gefordert.
Das Feldgeschworenenwesen entstand aus den damaligen Feld- und Untergangsgerichten, die wiederum aus den Dorfgerichten hervorgegangen waren.
Zur Sicherung der Grenzsteine existierte das Siebenergeheimnis, über die die Siebener Stillschweigen zu halten hatten, und die nur mündlich weitergegeben wurden. Dieses bestand aus individuell platzierten besonders geformten, manchmal beschrifteten Zeichen aus gebranntem Ton, Glas, Porzellan oder Metall. Ihr Wissen um die Grundstücksverhältnisse und die Richterfunktion bei Bodenstreitigkeiten machten die Siebener zu „Leute[n], die im Dorf am meisten angesehen, aber auch gefürchtet waren“.

### Bayern
Bis zum Erlass des Abmarkungsgesetzes im Jahr 1900 hatten sie das Recht, selbständig Grenzermittlungen, Grundstücksteilungen und -abmarkungen durchzuführen. Im derzeit gültigen Bayerischen Abmarkungsgesetz ist der Amt der Feldgeschworenen als kommunales Ehrenamt ausgestaltet. In jeder bayerischen Gemeinde sind vier bis sieben Feldgeschworene zu bestellen. Ihre Aufgabe besteht darin, bei der Abmarkung von Grundstücken (die grundsätzlich durch die Vermessungsämter erfolgt) mitzuwirken. Weiterhin führen sie Grenzbegehungen durch, um Mängel an den Grenzzeichen festzustellen. Im Auftrag der Eigentümer stellen sie Grenzzeichen wieder her und sichern beschädigte Grenzzeichen.
Eine wichtige historische Quelle zur Arbeit der Feldgeschworenen ist das in Frammersbach im Spessart von 1572 bis 1764 geführte „Sechserbuch“. Es wurde im Winter 2002/03 von Rainer Leng redigiert.
Als 1970 dieses Ehrenamt in Bayern abgeschafft werden sollte, kämpften Landtagsabgeordnete aus Unterfranken für dessen Erhalt.
Im Jahre 2016 erfolgte die Anerkennung als deutsches UNESCO-Kulturerbe.

### Andere deutsche Bundesländer
Außerhalb von Bayern und Rheinland-Pfalz existiert diese eigenständige Aufgabe nicht (mehr).
Nach dem Ende der DDR führte Thüringen 1991 die Möglichkeit wieder ein, Feldgeschworene zu bestellen. Nur die Stadt Hildburghausen machte davon Gebrauch. 2008 wurden Neubestellungen ausgesetzt, bereits bestellte Feldgeschworere durften ihr Amt aber noch bis Ende 2014 ausüben. Seit 1. Januar 2015 gibt es in Thüringen keine Feldgeschworenen mehr.
Die Vermessung wird alleine von Beamten der Vermessungsämter oder von öffentlich bestellten Vermessungsingenieuren wahrgenommen. Gegen das Verrücken von Grenzsteinen vertraut man dort dem Vermessungszahlenwerk und den daraus bestimmten Koordinaten. Zusätzlich werden auch dort die Grenzzeichen durch unterirdische Marksteinzeugen (Tonkegel, Flaschen usw.) gesichert, die in der Grenzverhandlung bekannt gegeben werden.

## Brauchtum
Aus der Tätigkeit des aktiven Kontrollierens und Abgehens der Gemeindegrenze durch die Bürger, der sogenannten Grenzbegehung, d. h. eine Tätigkeit, um eine (Gemeinde-)Grenze zu kontrollieren, freizuhalten oder die Kenntnis über den Verlauf von Grenzen zu vermitteln, entwickelten sich vielerorts Volksfeste mit regional wechselnder Benennungen wie Schnadegang, Banntag oder Grenzgang.
Im Rahmen der Brauchtumspflege und Fremdverkehrsunterstützung entstanden 2007 im fränkischen Langenzenn mehrere Siebenerwege, auf denen die lokalen Siebenersteine sinnlich erwanderbar sind.